# Roger Lukaku
Roger Lukaku – detto Menama – (Kinshasa, 6 giugno 1967) è un ex calciatore della Repubblica Democratica del Congo, di ruolo attaccante.

## Biografia
È padre dei calciatori Romelu e Jordan.

## Carriera

### Club
Ha giocato nella massima serie belga con Boom, Seraing e Ostenda e nella massima serie turca con il Gençlerbirligi; ha inoltre giocato nella prima divisione congolese con il Vita Club ed in quella ivoriana (che ha vinto per 3 volte consecutive) con l'Africa Sports.

### Nazionale
Ha partecipato alla Coppa d'Africa del 1994 ed a quella del 1996.

## Palmarès

### Club

#### Competizioni nazionali
- Campionato ivoriano: 3

Africa Sports: 1987, 1988, 1989
- Coppa della Costa d'Avorio: 1

Africa Sports: 1989